# 2013年サナア自爆テロ
2013年サナア自爆テロ（にせんじゅうさんねんさなあじばくてろ）は、2013年12月5日に、イエメン首都サナアでアルカーイダ武装集団による起きたテロ活動。

## 背景
2012年2月に長期独裁政治を実行していたイエメンの大統領アリー・アブドッラー・サーレハが退任して以来、国内でアルカーイダ系武装勢力が活動を活発化させ、政府との衝突が続いている。

## 経過
当日午前9時過ぎ、爆発物を積んだ車がサナアにある国防省の軍事病院に突っ込み、爆発。その後、犯人たちは病院に乱入して医師や患者たちを銃撃し、手榴弾を投げつけるなどの襲撃を加えた。さらに病院内で政府の治安部隊と銃撃戦になった。この時の模様は防犯カメラに記録されており、現地メディアにより公開された。

## 死傷数
52人が死亡し、167人が負傷した。多くの死者は病院にいた患者だったが、ドイツ人やベトナム人の医者、フィリピン人やインド人の看護師も含まれていた。

## 犯行者
国際テロ組織アルカーイダ系武装組織「アラビア半島のアルカーイダ」が同月6日に、インターネット上に犯行声明を出した。